# Indiai hatások a magyar építészetben
Az alábbi szócikk a régi indiai építészet Magyarországon megjelenő hatásait dolgozza fel. Az indiai építészetet többféle módon, más stílusok keretében használták fel egyes magyar építészek, a szintén muszlim művészeti elemeket felvonultató neomór építészettel ellentétben nem alkotott önálló stílust.

## Története

### A keleties neo-építészet kialakulása
Bár korábban is jelen volt, a 19. századot a Kelet iránti érdeklődés (orientalizmus) megnövekedési idejének tekinteni. Ez kihatott az építészetre is, elsősorban a korabeli historizmus irányzatán belül jellemzővé vált a nyugati (román, gótikus, reneszánsz, stb.) stílusok mellett keleti stílusok utánzása is. (A másolt stílusokat a latin „neo-”, azaz „új” előtaggal szokták említeni, hogy megkülönböztessék az eredeti régi stílustól.) Ilyen volt például a neobizánci stílus, vagy a keleties hatású, de tulajdonképpen a középkori nyugati, Ibériai-félszigeten kialakult arab építészetet utánzó neomór stílus. Magyarországon inkább az utóbbi terjedt el, nagyszámú zsinagóga épült neomór stílusban.

### Az indiai iszlám építészet hatása
A keleties építészet másik vonala India felé fordult. Az régi indiai iszlám építészet utánzását indo-szaracén építészetnek vagy neomogul építészetnek szokták nevezni. Magyarországon nem terjedt el, bár néhány alkotáson felfedezhető a hatása. A 19. század végén Lechner Ödön magyaros szecessziós épületei esetében emlegettek indiai hatást, különösen az Iparművészeti Múzeumnál (1893–1896). Nem épült fel Lechner szintén indiai elemeket tartalmazó Kereskedelmi Múzeum terve. Pártos Gyula a Rudas gyógyfürdőre adott be 1903-ban ilyen tervet.
Az indiai építészet elemei figyelhetőek meg Neuschloss-Knüsli Kornél Állatkerti Elefántházán (1912). Neuschloss tervezte az Állatkert Kapuépületét is, amely előtt elefánt és indiai idomítóik szobrai állnak.
Az Elefántház keleties, pikkelyes kupolájához nagyon hasonló volt A Salgótarjáni utcai zsidó temető ravatalozójának lefedése, azonban ez elpusztult az idők során. Az épületet Lajta Béla tervezte. Érdekesség, hogy a kupola belső, geometrikus díszítése szintén nagyfokú rokonságot mutatott az Elefántház hasonló megoldásával.
Az indiai (és tibeti) építészetre jellemző az elefántos díszítések szerepeltetése épületek homlokzatain. Ilyet Budapesten az Elefántházon kívül megfigyelhetünk Zsolnay-házon (Váci utca 39. / Duna utca 3.) és a Párisi Nagy Áruház (Andrássy út 39.). Előbbinél egy elefánt foglal helyet az épület homlokzatának felső részén, utóbbinál a bejárat fölötti frízt díszíti több kis elefánt.
- Iparművészeti Múzeum, Budapest (nyitott előcsarnok)
- A Fővárosi Állat- és Növénykert Elefántháza, Budapest
- Az Elefántház fő kupolájának belső díszítése
- A Fővárosi Állat- és Növénykert Kapuépülete, Budapest
- A Salgótarjáni utcai zsidó temető ravatalozója (kupola nélkül)
- Elefántos fríz a Párizsi Nagy Áruházon

### Az indiai hindu építészet hatása
Nem minden, India iránt érdeklődő magyar építész használta fel az indiai iszlám építészet elemeit. Mások inkább az indiai hindu építészet felé fordultak. Így tett például Wachtel Elemér, akit a kutatások szerint a hindu sziklatemplomok inspirálhattak a budapesti Fiumei úti sírkertben fekvő Malosik-mauzóleum megalkotásnál	(1906–1917). A mauzóleumot 2021-ben mintaszerűen felújították.
Előszeretettel tanulmányozta, és használta is épületei megalkotásnál az indiai hindu építészetet Medgyaszay István, aki egyébként később magába, Indiába is eljutott. Elsősorban a Kelenföldi református templom (1928–1929) és a Baár-Madas Református Leánynevelő Intézet és Internátus (ma: Baár–Madas Református Gimnázium) épületén (1928–1929) láthatóak indiai elemek, amelyeket Medgyaszay a népies építészetből vett formákkal vegyített. Előbbinél a díszes pártázat,  utóbbinál az oktatási együttes internátusi részénél az árkádos bejárat ívei és a tetőablakokat lehet indiai eredetűnek tekinteni. Jóval korábban, 1903-ban a Gellért-hegy tetejére tervezett egy soha fel nem épülő Nemzeti Pantheont is, amely szintén indiai hatású lett volna.
Az indiai sztúpák formavilágát (közelebből a száncsi sztúpát) idézi Román Miklós és Román Ernő Gulden-háza (Budapest, Gregus utca 4., 1912).
Az indiai építészet újabb átvétele figyelhető meg a Somogy vármegye területén, Somogyvámos településhez közel fekvő, úgynevezett Krisna-völgy templomának kialakításánál. Külsejében hagyományos magyar parasztház az épület, belsejét azonban indiai motívumokkal, oszlopokkal, boltívekkel, színes domborművekkel és festményekkel alakították át indiai jellegűvé.
Szintén az újabb indiai inspirációk közé tartozik Zalaszántón 1992-ben felépült „Béke” sztúpa.
- Malosik-mauzóleum
- Kelenföldi református templom
- Baár–Madas Református Gimnázium, az internátus részlete
- A Krisna-völgy temploma belülről
- A Krisna-völgy temploma belülről
- „Béke” sztúpa

## További irodalom
- (összeáll.) Potzner Ferenc: Medgyaszay István, Holnap Kiadó, Budapest, 2004, ISBN 9633466687 (Az Építészet Mesterei-sorozat)
- Szabó Lilla: Keleti hatások a magyar építészetben
- Baldavári Eszter: Magyar építészek Dél-Ázsiában és közvetítőszerepük a magyar építészetben In: Modern geográfia, Vol. 17, Issue 2, 2022.